# Storvreta
Storvreta est une localité de Suède de la banlieue nord d'Uppsala, à 15 km de celle-ci. Storvreta est principalement connu pour son club de floorball.